# Carlos Núñez (Musiker)

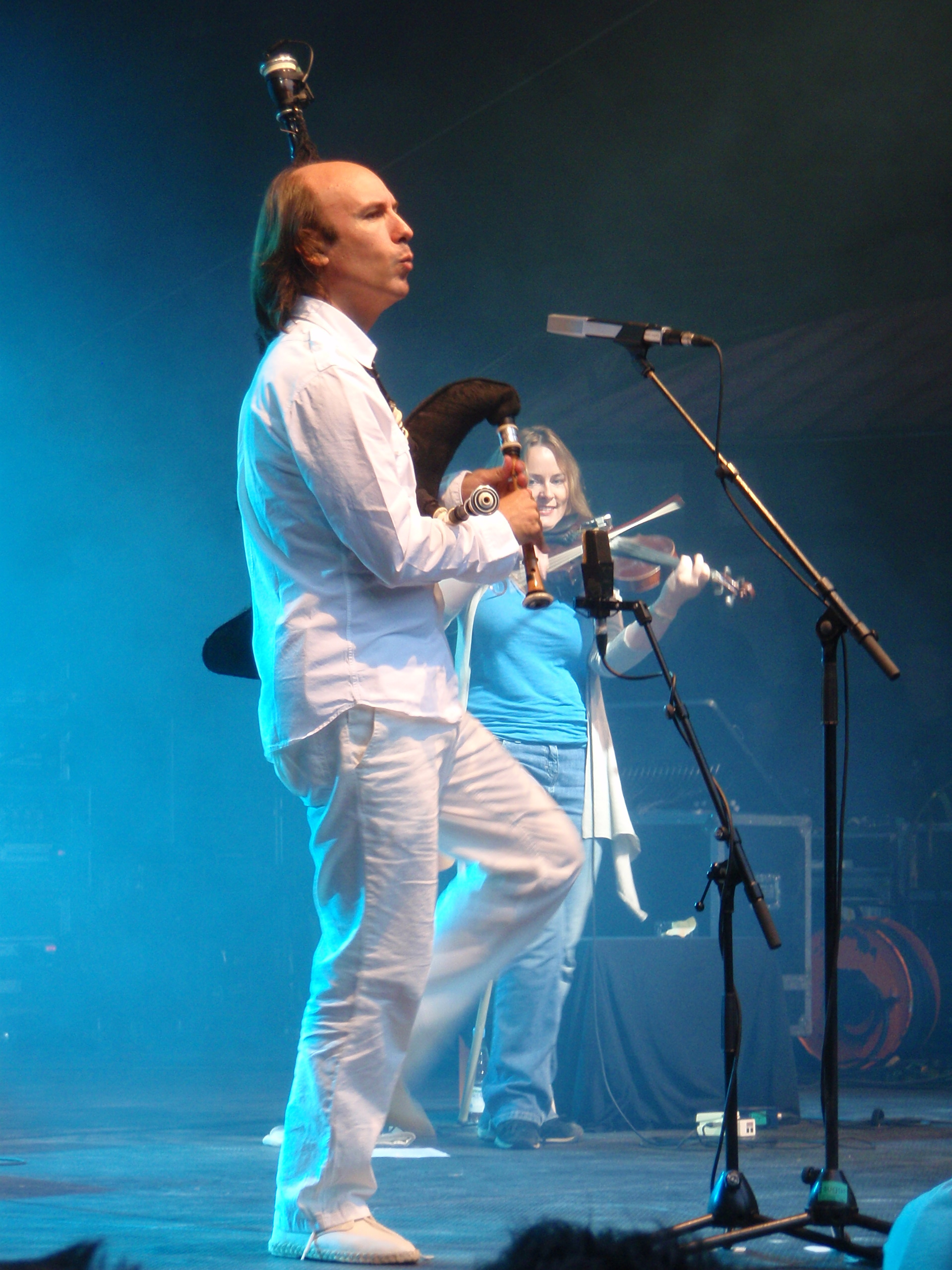
Carlos Núñez 2011 beim Festival "Folk im Schlosshof" in Bonfeld (D)

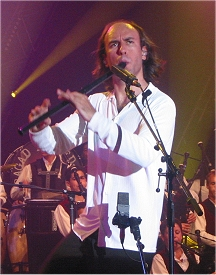
Carlos Núñez beim Festival Interceltique in Lorient

Carlos Núñez Muñoz (* 16. Juli 1971 in Vigo) ist ein galicischer Celtic-Folk-Musiker. Sein bevorzugtes Instrument ist die Gaita (galicischer Dudelsack). Daneben spielt er noch Blockflöte, die er am Madrider Konservatorium neben Barockmusik studiert hat.

## Karriere
Bereits mit zwölf trat er auf dem Festival Interceltique im französischen Lorient auf. Dort traf er auch mit den irischen Musikern von The Chieftains zusammen. Aus dieser Begegnung entspann sich eine sehr erfolgreiche Zusammenarbeit; so wirkte er auf mehreren Alben der Gruppe mit und inspirierte die Band zur Aufnahme des Albums Santiago. Deshalb wird Carlos Núñez häufig als der siebte Chieftain bezeichnet.
Seine eigenen Alben zeichnen sich unter anderem dadurch aus, dass er die keltische Musik mit Einflüssen anderer Musikrichtungen verbindet. Außerdem ist es Carlos Núñez gelungen viele auch namhafte Künstler zur Mitarbeit an seinen Alben zu gewinnen. So gehörten zu den über 100 Gästen auf dem Album Os amores libres Jackson Browne, Mike Scott (The Waterboys) oder Sharon Shannon. 2004 wirkte er am Soundtrack zum Film Das Meer in mir mit.

## Diskografie

### Alben
| Jahr | Titel              | Höchstplatzierung, Gesamtwochen, AuszeichnungChartsChartplatzierungen (Jahr, Titel, Platzierungen, Wochen, Auszeichnungen, Anmerkungen) | Anmerkungen                                                                         |
| Jahr | Titel              | ES | Anmerkungen                                                                         |
| ---- | ------------------ | --- | ----------------------------------------------------------------------------------- |
| 2005 | Cinema do mar      | ES16 (6 Wo.)ES | Erstveröffentlichung: Mai 2005 Spezialedition mit 21 Tracks einschließlich Doku-DVD |
| 2009 | Alborada do Brasil | ES42 (13 Wo.)ES |                                                                                     |
| 2012 | Discover           | ES29 (7 Wo.)ES |                                                                                     |
| 2014 | Inter-Celtic       | ES89 (1 Wo.)ES |                                                                                     |

Weitere Alben
- 1996: A Irmandade das estrelas (ES: Platin)
- 1999: Os amores libres (ES: Gold)
- 2000: Mayo Longo (ES: Platin)
- 2002: Todos os mundos
- 2003: Almas de fisterra (Un Galicien en Bretagne; Finisterre: The End of the Earth)
- 2004: Carlos Núñez en Concert
- 2006: Cinema do mar (nominiert für den Preis der dt. Schallplattenkritik)
- 2006: Carlos Núnez - Gedo Senki - Tales from Earthsea (bisher nur in Japan veröffentlicht)
- 2009: Alborada do Brasil
- 2012: Discover
- 2014: Inter Celtic

### Singles
| Jahr | Titel Album                | Höchstplatzierung, Gesamtwochen, AuszeichnungChartsChartplatzierungen (Jahr, Titel, Album, Platzierungen, Wochen, Auszeichnungen, Anmerkungen) | Anmerkungen |
| Jahr | Titel Album                | ES | Anmerkungen |
| ---- | -------------------------- | --- | ----------- |
| 2000 | El pozo de Aran Mayo Longo | ES16 (1 Wo.)ES |             |

## Zusammenarbeiten
- 1989 The Chieftains - Treasure Island
- 1996 The Chieftains - Santiago (Grammy als Bestes World Music Album)
- 2005 Solas - Waiting for an Echo